# Ilona Mitrecey
Ilona Mitrecey (* 1. September 1993 in Fontenay-aux-Roses, Hauts-de-Seine) ist eine französische Sängerin.

## Leben
Sie ist Tochter des Sängers Dan Mitrecey und seiner Frau Sylvie, einer Verlagsmitarbeiterin.
Anfang 2005 nahm sie die Single Un monde parfait (deutsch „Eine perfekte Welt“) auf, auf der sie zu eingängigen Technorhythmen über ihre kindlichen Vorstellungen einer perfekten Welt inmitten von Tieren unter blauem Himmel singt. Kurz nach der Veröffentlichung erreichte die Single am 6. März 2005 Platz 1 der französischen Singlecharts und konnte sich dort 14 Wochen halten. Viele sehen Un monde parfait als das französische Pendant zu Schnappi, das kleine Krokodil.
Die zweite Single C’est les vacances stieg im Juni in Frankreich sofort auf Platz 3 ein. Zu dieser Single steuerte Gabry Ponte, ein berühmter italienischer DJ und Musikproduzent, auch einen erfolgreichen Remix bei.
Die dritte Single von Ilona Mitrecey trägt den Namen Dans ma fusée, die vierte Noël, que du bonheur, zu deutsch „Weihnachten, welch ein Glück“.

## Diskografie

### Alben
| Jahr | Titel                 | Höchstplatzierung, Gesamtwochen, AuszeichnungChartplatzierungen (Jahr, Titel, Platzierungen, Wochen, Auszeichnungen, Anmerkungen) | Höchstplatzierung, Gesamtwochen, AuszeichnungChartplatzierungen (Jahr, Titel, Platzierungen, Wochen, Auszeichnungen, Anmerkungen) | Höchstplatzierung, Gesamtwochen, AuszeichnungChartplatzierungen (Jahr, Titel, Platzierungen, Wochen, Auszeichnungen, Anmerkungen) | Höchstplatzierung, Gesamtwochen, AuszeichnungChartplatzierungen (Jahr, Titel, Platzierungen, Wochen, Auszeichnungen, Anmerkungen) | Anmerkungen                |
| Jahr | Titel                 | DE | AT | CH | FR | Anmerkungen                |
| ---- | --------------------- | --- | --- | --- | --- | -------------------------- |
| 2005 | Un monde parfait      | — | — | — | FR2 ×2Doppelgold · (58 Wo.)FR | Erstveröffentlichung: 2005 |
| 2005 | Ilona                 | DE14 (7 Wo.)DE | — | CH31 (5 Wo.)CH | — | Erstveröffentlichung: 2005 |
| 2006 | Laissez-nous respirer | — | — | — | FR70 (15 Wo.)FR | Erstveröffentlichung: 2006 |
| 2020 | Magical World         | — | — | — | — | Erstveröffentlichung: 2020 |

### Singles
| Jahr | Titel Album                                 | Höchstplatzierung, Gesamtwochen, AuszeichnungChartplatzierungen (Jahr, Titel, Album, Platzierungen, Wochen, Auszeichnungen, Anmerkungen) | Höchstplatzierung, Gesamtwochen, AuszeichnungChartplatzierungen (Jahr, Titel, Album, Platzierungen, Wochen, Auszeichnungen, Anmerkungen) | Höchstplatzierung, Gesamtwochen, AuszeichnungChartplatzierungen (Jahr, Titel, Album, Platzierungen, Wochen, Auszeichnungen, Anmerkungen) | Höchstplatzierung, Gesamtwochen, AuszeichnungChartplatzierungen (Jahr, Titel, Album, Platzierungen, Wochen, Auszeichnungen, Anmerkungen) | Anmerkungen |
| Jahr | Titel Album                                 | DE | AT | CH | FR | Anmerkungen |
| ---- | ------------------------------------------- | --- | --- | --- | --- | ----------- |
| 2005 | Un monde parfait Un monde parfait / Ilona   | DE2 (17 Wo.)DE | AT3 (22 Wo.)AT | CH3 (34 Wo.)CH | FR1 Diamant · (41 Wo.)FR |             |
| 2005 | C’est les vacances Un monde parfait / Ilona | DE61 (6 Wo.)DE | — | CH6 (24 Wo.)CH | FR2 (29 Wo.)FR |             |
| 2005 | Dans ma fusée Un monde parfait              | — | — | CH34 (12 Wo.)CH | FR3 Gold · (21 Wo.)FR |             |
| 2005 | Noël, que du bonheur Un monde parfait       | — | — | — | FR5 Gold · (12 Wo.)FR |             |
| 2006 | Allô, Allô –                                | — | — | — | FR10 (21 Wo.)FR |             |
| 2006 | Laissez-nous respirer                       | — | — | — | FR16 (23 Wo.)FR |             |
| 2007 | Chiquitas Laissez-nous respirer             | — | — | — | FR13 (23 Wo.)FR |             |

## Auszeichnungen für Musikverkäufe
| Goldene Schallplatte - Portugal - 2006: für das Album Un monde parfait | Platin-Schallplatte - Belgien - 2005: für die Single Un monde parfait |

Anmerkung: Auszeichnungen in Ländern aus den Charttabellen bzw. Chartboxen sind in ebendiesen zu finden.
| Land/RegionAuszeichnungen für Musikverkäufe (Land/Region, Auszeichnungen, Verkäufe, Quellen) | Gold     | Platin  | Diamant  | Verkäufe | Quellen         |
| -------------------------------------------------------------------------------------------- | -------- | ------- | -------- | -------- | --------------- |
| Belgien (BRMA)                                                                               | —        | Platin1 | —        | 50.000   | ultratop.be     |
| Frankreich (SNEP)                                                                            | 4× Gold4 | —       | Diamant1 | 560.000  | snepmusique.com |
| Portugal (AFP)                                                                               | Gold1    | —       | —        | 10.000   | Einzelnachweise |
| Insgesamt                                                                                    | 5× Gold5 | Platin1 | Diamant1 |          |                 |